# サンフレッチェ・ラジオ・サポーターズクラブ “GOA〜L”
サンフレッチェ・ラジオ・サポーターズクラブ “GOA〜L”（サンフレッチェ・ラジオ・サポーターズクラブ ゴール）は、広島エフエム放送（HFM）の生放送ラジオ番組。

## 概要
タイトル通り、サンフレッチェ広島の話題を伝える、毎週火曜日に放送される1時間番組である。毎週、サンフレッチェに縁のある人物（現役選手をはじめとし、OBやスタッフ、報道関係者など多岐に渡る）を招いてトーク形式で番組が進められる。
なお、広島FMではこの時間帯の月曜から木曜まではスポーツ応援番組枠となっている。

## 放送時間
- ???    　―2008年12月　毎週火曜日 20：00－20：30
- 2009年1月―2009年3月　毎週火曜日 20：00ー20：55
- 2009年4月―2013年3月　毎週火曜日 19：00ー19：54
- 2013年4月―2017年3月　毎週火曜日 20：00－20：55
- 2017年4月―　　　　　 毎週火曜日 19：00－19：55

## DJ
- 初代：
- 2代目：いまおかゆう子（1996年4月 - 2006年7月25日）
- 3代目：磯貝修也（2006年8月1日 - 2009年3月31日）
- 4代目：貢藤十六（2009年4月7日 - ）
  - なお貢藤は2011年4月よりサンフレッチェの公式スタジアムDJに就任。

## 主なゲスト
- サンフレッチェ広島の選手・スタッフ
- 各メディアのサンフレッチェ番記者
- 吉田安孝（解説者）
- 中野和也（紫熊倶楽部）
- 石橋竜史（スタジアムDJ）
- 波田健一（テレビ新広島）

など